# Alex Codling
Pas d'image ? Cliquez ici

a Compétitions nationales et continentales officielles uniquement.

b Matchs officiels uniquement.
Dernière mise à jour le 12 septembre 2022.
Alex Codling, né le 25 septembre 1973 à Lewisham, est un joueur de rugby à XV évoluant au poste de deuxième ligne (1,97 m pour 112 kg).

## Clubs successifs
- London Wasps
- Blackheath RC
- Richmond FC
- Neath RFC
- Harlequins
- Saracens
- Bedford Blues jusqu'en 01.2005
- Northampton Saints (01.2005/06.2005)
- Montpellier RC (2005-2006)
- retour en Angleterre en 2006

## Palmarès
- Alex Codling a été sélectionné une fois en équipe d'Angleterre, le 22 juin 2002 contre l'équipe d'Argentine.

### Distinctions personnelles
- Nuit du rugby 2023 : Meilleur staff d'entraîneur de Pro D2 (avec Joe El Abd, Fabien Cibray et Vincent Debaty) pour la saison 2022-2023